# TV SLO 1
TV SLO 1 (o TV Slovenija 1) è il primo canale televisivo della RTV Slovenija, che si concentra su notizie, lungometraggi, documentari, talk show, serie, programmi per bambini, vari spettacoli di intrattenimento e importanti eventi nazionali dal vivo.

## Loghi

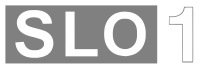
1992-1997
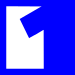
1997-2000
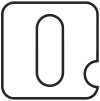
2000-2007
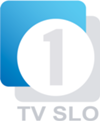
2007-2013
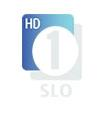
2007-2013 (HD)
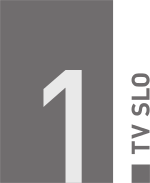
In uso dal 2013